# Dactyloctenium
Dactyloctenium là một chi cỏ thuộc họ Poaceae. 
Có khoảng 10 loài trong chi này và được gọi chung là crowfoot grass trong tiếng Anh. Loài này chủ yếu là bản địa của châu Phi và Australia.

## Các loài tiêu biểu
- Dactyloctenium aegyptium – cỏ Ai Cập
- Dactyloctenium australe – cỏ Durban
- Dactyloctenium germinatum – Sudan Crowfoot Grass
- Dactyloctenium giganteum
- Dactyloctenium hackelii
- Dactyloctenium pilosum
- Dactyloctenium radulans – Buttongrass

## Hình ảnh

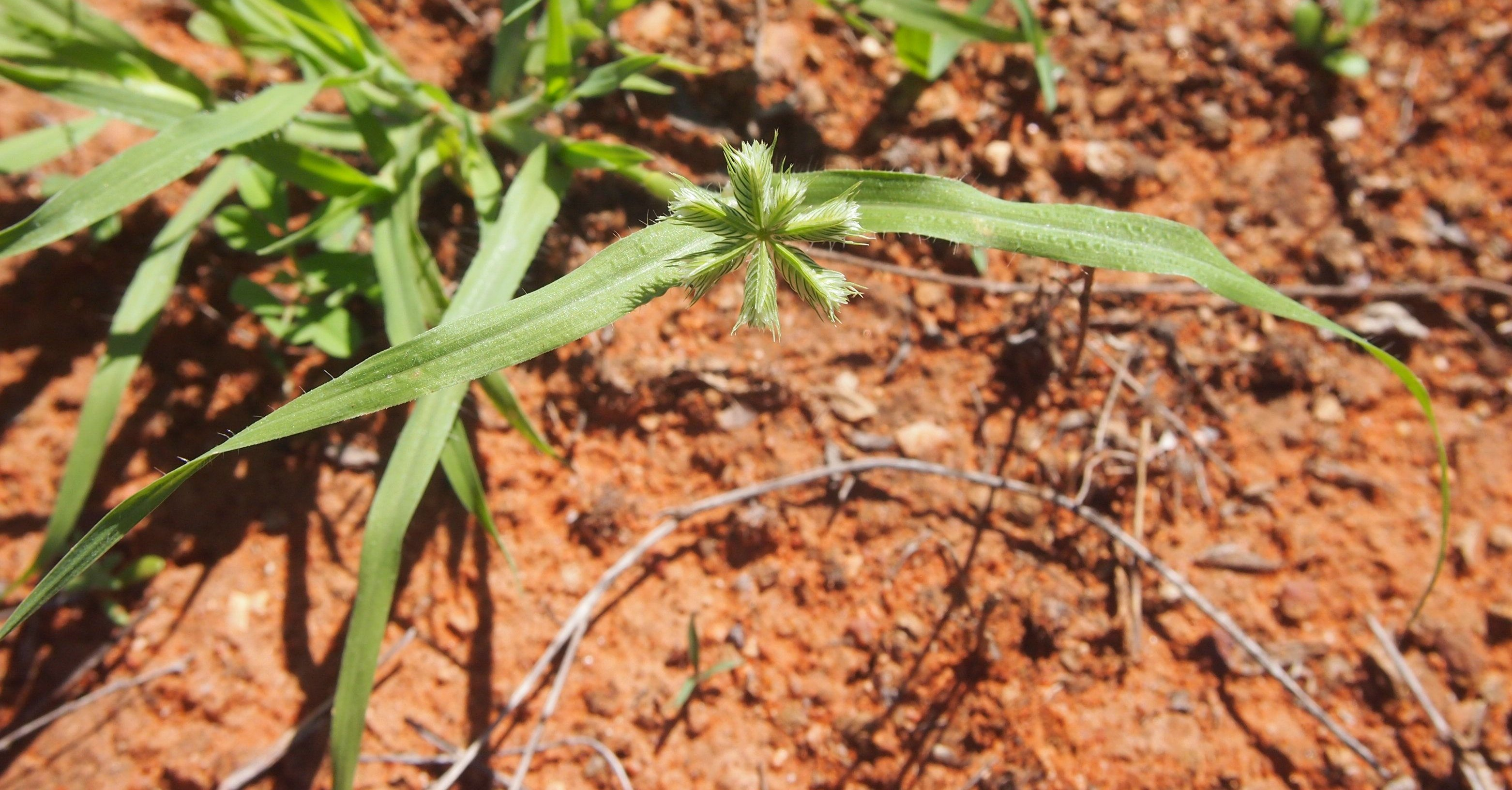
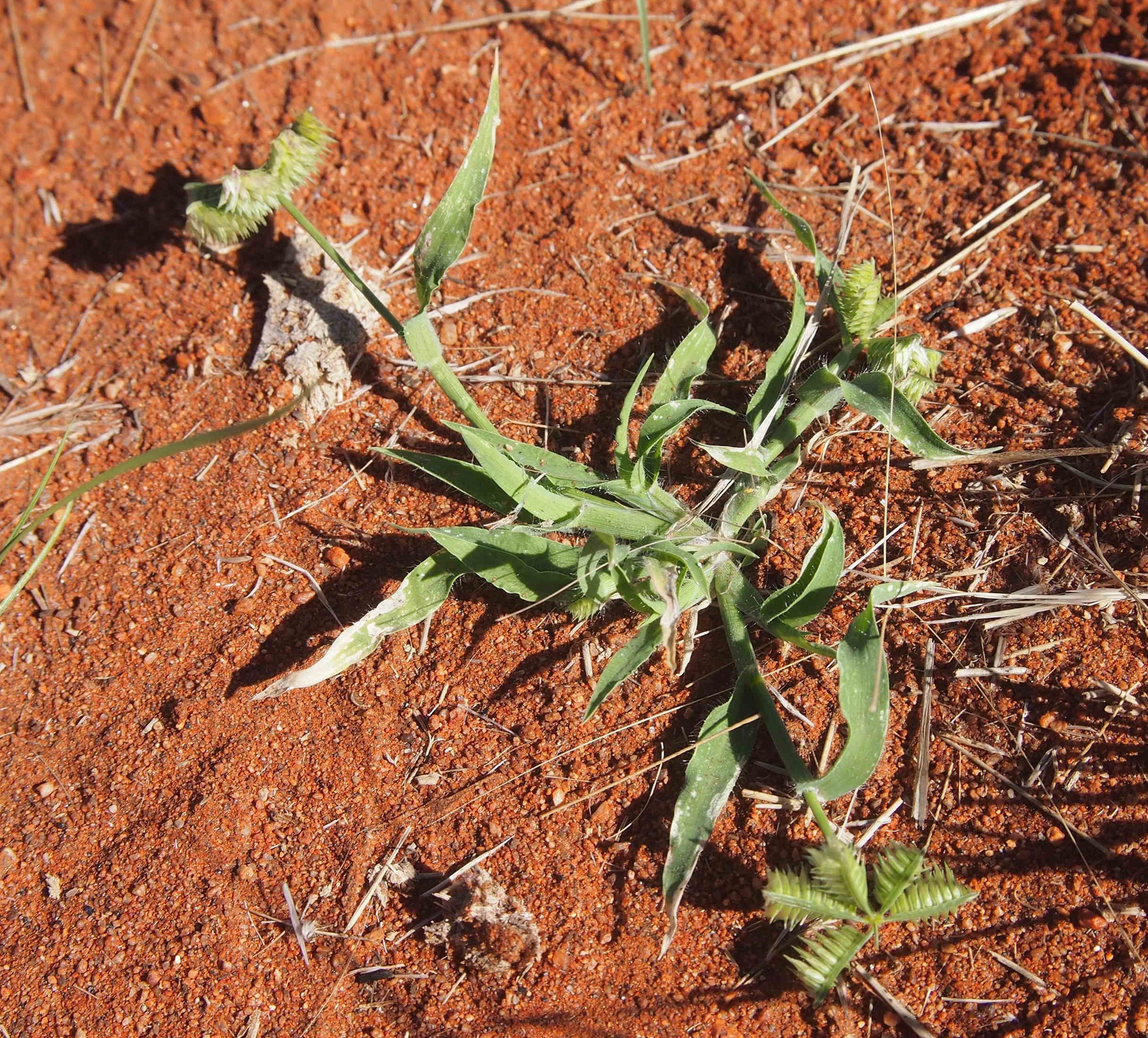
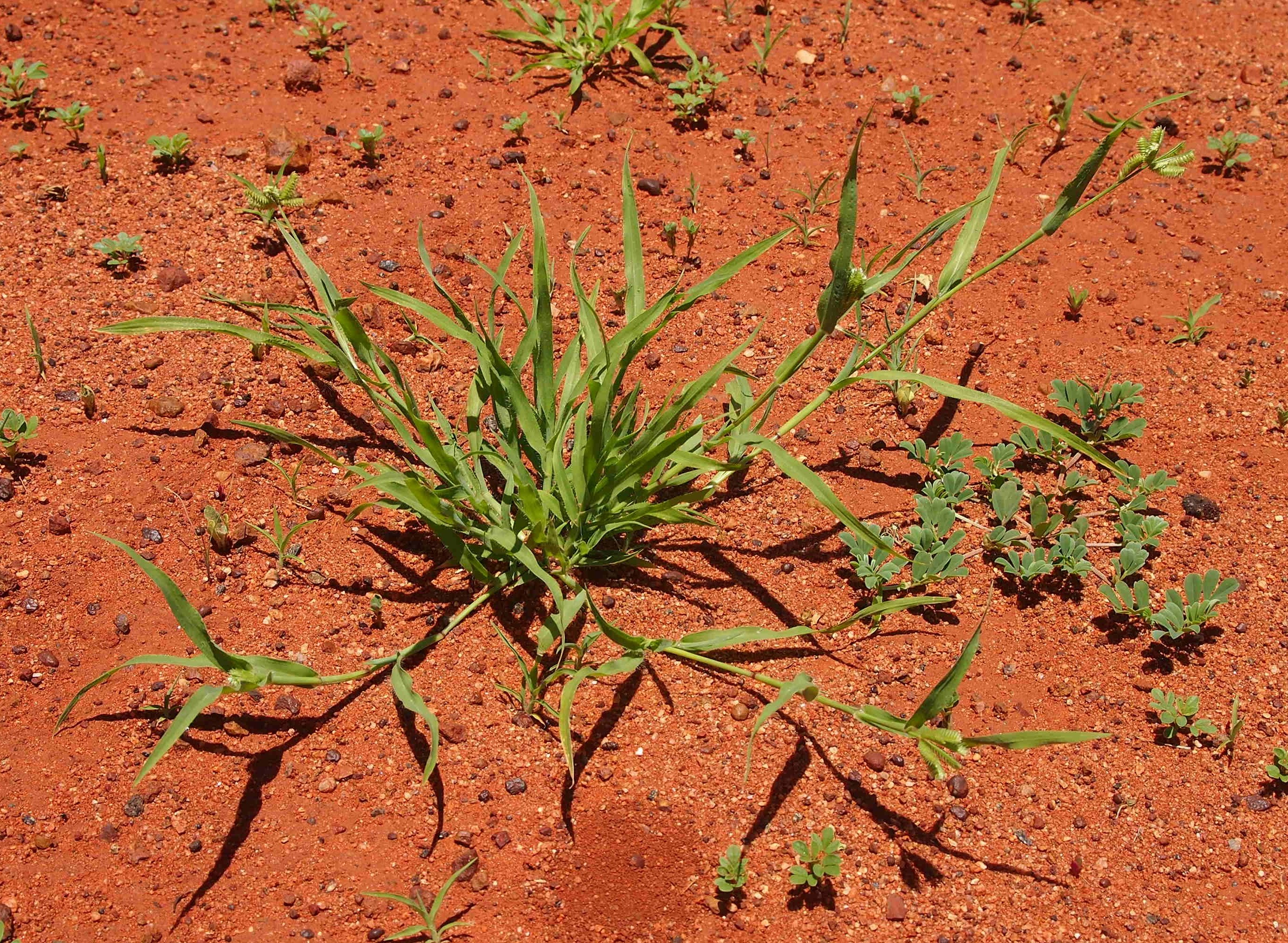